# Torrevieja (Gerichtsbezirk)
Der Gerichtsbezirk Torrevieja ist einer der 13 Gerichtsbezirke in der spanischen Provinz Alicante.
Der Bezirk umfasst 6 Gemeinden auf einer Fläche von 208,84 km² mit dem Hauptquartier in Torrevieja.

## Gemeinden
| Gemeinde                  | Einwohner (2024) | Fläche km² | Dichte Einw./km² | Cod INE | Postleitzahl |
| ------------------------- | ---------------- | ---------- | ---------------- | ------- | ------------ |
| Benijófar                 | 3.471            | 4,36       | 796              | 03034   | 03178        |
| Guardamar del Segura      | 18.111           | 35,58      | 509              | 03076   | 03140, 03149 |
| Los Montesinos            | 5.682            | 15,05      | 378              | 03903   | 03187        |
| Rojales                   | 17.162           | 27,56      | 623              | 03113   | 03170, 03177 |
| San Miguel de Salinas     | 6.976            | 54,85      | 127              | 03120   | 03193        |
| Torrevieja                | 94.803           | 71,44      | 1.327            | 03133   | 03181–03188  |
| Gerichtsbezirk Torrevieja | 146.205          | 208,84     | 700              | –       | –            |